# Gnocchetto
Gnocchetto è una frazione di 40 abitanti appartenente ai comuni di Ovada e Belforte Monferrato situata in Piemonte, in Provincia di Alessandria, esattamente al confine con la Liguria, in Valle Stura.
Nella frazione si trova la chiesa di Cristo Re, parte della diocesi di Acqui. 
Nello Stura tra Ovada e Gnocchetto è possibile trovare pagliuzze d'oro, quasi sempre amalgamato con il mercurio.

## Storia
Zona agricola, formata inizialmente da cascine situate nelle vallate del versante occidentale del Monte Colma, nella zona del Termo, nella valle di Pian del Merlo e lungo la strada del Turchino, il Gnocchetto nel Novecento ebbe un notevole sviluppo, grazie alla costruzione del cotonificio e di nuovi edifici nella zona di fronte alla chiesa. 
Durante le due guerre mondiali, anche Gnocchetto ebbe vari caduti e, grazie alle ricerche condotte dallo storico Renzo Pastorino, i loro nomi sono stati esposti in parrocchia, durante la festa patronale. In base a quanto raccolto, ora si sa che nella Prima guerra mondiale morirono i seguenti abitanti del Gnocchetto: Giovanni Battista Ottonello, Giuseppe Barisione, Antonio Sciutto, Francesco Pastorino, Giovanni Puppo, Andrea Caneva, Stefano Piccardo, Stefano Oddone, Enrico Sobrero, Gerolamo Salvatore Barisione, Simone Pastorino, Pasquale Pastorino, Antonio Luigi Gaggero, Bernardo Giovanni Gaggero, Giovanni Battista Gaggero. 
Nella Seconda, invece, morirono Giulio Subrero, Dario Leveratto, Pietro Repetto, Angelo Luigi Subrero, Renato Bruzzo, Andrea Barisione, Tomaso Pastorino, Andrea Odone, Paolo Sobrero, Santino Olivieri, Bartolomeo Caneva, Francesco Subrero, Giacomo Barisione.

## L'attentato al treno durante la Seconda Guerra Mondiale
Gnocchetto è nota per il tragico episodio avvenuto il 27 febbraio 1945, quando i partigiani organizzarono un attentato contro un treno tedesco che di notte pattugliava la linea per evitare sabotaggi lungo la tratta Acqui Terme-Ovada-Genova della Ferrovia Asti-Genova.
Purtroppo, verso le ore 19, prima del treno tedesco, giunse al Gnocchetto, in località Santo Criste, il treno accelerato per Torino, carico di pendolari, che raggiungevano le famiglie sfollate in Piemonte. L’accelerato era in forte ritardo e non avrebbe dovuto transitare su quella linea, ma vi era stato deviato a causa di eventi bellici che ne avevano determinato il cambio di percorso. Quando il treno giunse nel punto in cui erano stati allentati alcuni bulloni dei giunti delle rotaie, la motrice si staccò dalle vetture, la prima vettura ed il bagagliaio si rovesciarono e le altre vetture si inclinarono su un fianco. Il deragliamento ebbe luogo sul ponte che collega la galleria della Rocca con la galleria del Ciso, nella valle del Rio Ceci, sul confine con la Liguria. 
Intervennero i militi della Croce Rossa di Genova ed una parte dei feriti vennero trasportati all’ospedale di Ovada ed al San Martino di Genova. Le opere di soccorso furono difficili: sul posto giunsero medici, vigili del fuoco, furono usate fiamme ossidriche per liberare gli imprigionati tra le lamiere.
I tedeschi fecero distribuire un manifestino, dal quale risultavano 26 morti e 40 feriti. All’alba, erano pronti a bruciare tutto l’abitato di Gnocchetto, se tra le vittime si fosse trovato un solo tedesco. Ciò non accadde e la frazione fu salva. 
Secondo recenti aggiornamenti, in realtà morirono 15 persone sul posto e altre 3 nei giorni seguenti la sciagura.

## Infrastrutture e trasporti
Gnocchetto è attraversata dalla Strada statale 456 del Turchino. 
Per la frazione transita anche la ferrovia, in particolare la linea "Genova-Ovada-Acqui" della Ferrovia Asti-Genova. Vi sono tre passaggi a livello lungo la statale. 

## Distanze chilometriche
Ovada: 8 km
Genova Voltri: 30 km
Novi Ligure: 33 km
Alessandria: 42 km
Genova: 46 km